# Polikarpov I-15
De Russische Polikarpov I-15 (Russisch: Поликарпов И-15 "Чайка", Tschaika, wat betekent Meeuw) was een Sovjet dubbeldekker jachtvliegtuig.

## Ontwerp
Het ontwerp voor het 14e jachtvliegtuig voor de Luchtmacht van de Sovjet-Unie, de I-14, begon als een geavanceerde eendekker onder leiding van Andrej Toepolev. Er ontstond onrust over dat het ontwerp zich niet zou ontwikkelen, en men gaf opdracht om de twee reserve-dubbeldekkerontwerpen, I-14A en I-14B, te beveiligen. Polikarpov was net vrijgelaten uit een gevangenis in augustus 1932 en kreeg het I-14A project aangereikt. Toen zowel de I-14 als de I-14A in productie werden genomen, werd de versie van Polikarpov de I-15.
De eerste vlucht werd gemaakt in oktober 1933 met V.P. Chkalov als piloot. De I-15, ook wel bekend onder de productienaam TsKB-3. Het was een constructie van het I-5 jachtvliegtuig. Hij is uitgerust met een M-25-motor van 700 paardenkracht of 515 kilowatt. In totaal zijn er 674 gemaakt.

## Varianten
TsKB-3bis
Prototype.
TsKB-3ter
Prototype uitgerust met een krachtigere M-25V-motor.
I-15
Eerste productiereeks
I-15bis (I-152)
Eenpersoons dubbeldekker jachtvliegtuig, gewapend met vier PV-1- of ShKAS-machinegeweren van 7,62 mm. Had een rechte bovenvleugel en een krachtige M-25V-motor van 570 kilowatt. Hier zijn er 2408 van gebouwd.
I-152GK
Een vliegtuig uitgerust met een drukcabine.
I-152TK
Een vliegtuig uitgerust met twee turbomotoren.
I-15ter (I-153)
Ontwerp van de I-15 met een intrekbaar landingsgestel.